# Stanford Encyclopedia of Philosophy
Stanford Encyclopedia of Philosophy (SEP) – ogólnie dostępna encyklopedia internetowa filozofii opracowana przez Stanford University. Każde hasło jest opracowane przez eksperta z danej dziedziny. Są wśród nich profesorzy z 65 ośrodków akademickich z całego świata. Autorzy zgodzili się na publikację on-line, ale zachowali prawa autorskie do poszczególnych artykułów. W marcu 2018 SEP zawierała prawie 1600 haseł. Mimo że jest to encyklopedia internetowa, zachowano standardy typowe dla tradycyjnych akademickich opracowań, aby zapewnić jakość publikacji (autorzy-specjaliści, recenzje wewnętrzne).
Encyklopedia została stworzona w 1995 przez Edwarda N. Zaltę z założeniem, aby była aktualizowana i nie zestarzała się w przeciwieństwie do papierowych poprzedniczek. W encyklopedii można spotkać dwa artykuły na ten sam temat, aby móc zobaczyć różnice w poglądach prezentowanych przez badaczy. SEP była dotowana przez NEH i NSF. Encyklopedia jest też finansowana przez liczne biblioteki uniwersyteckie i konsorcja biblioteczne. Wśród nich są:
- Scholarly Publishing and Academic Resources Coalition (SPARC),
- International Coalition of Library Consortia (ICOLC),
- Southeastern Library Network (SOLINET).